# Objaw Higoumenakisa
Objaw Higoumenakisa (ang. Higoumenakis sign) – w kile wrodzonej, jednostronne guzowate zgrubienie obojczyka w części przyśrodkowej. Przyczyną tego jest kiłowe zapalenie okostnej. 
Objaw został opisany przez Georgiosa Higoumenakisa w 1927 roku na łamach greckiego czasopisma Πρακτικά Ιατρικής Εταιρείας Αθηνών (Sprawozdania Towarzystwa Medycznego w Atenach). Higoumenakis przedstawił później opis objawu w niemieckim periodyku, co upowszechniło wiedzę o nim wśród dermatologów i wenerologów, i przyczyniło się do określenia go eponimiczną nazwą honorującą Greka.